# IC 5349
IC 5349 ist eine Elliptische Galaxie vom Hubble-Typ E/S0 im Sternbild Bildhauer am Südsternhimmel. Sie ist schätzungsweise 361 Millionen Lichtjahre von der Milchstraße entfernt und hat einen Durchmesser von etwa 95.000 Lichtjahren. Gemeinsam mit LEDA 72359  bildet sie ein gebundenes Galaxienpaar.

Im selben Himmelsareal befinden sich unter anderem die Galaxien IC 5350, IC 5353, IC 5354, IC 5358.
Das Objekt wurde am 16. November 1898 von Herbert Alonzo Howe entdeckt.